# قاچاق انسان در غنا

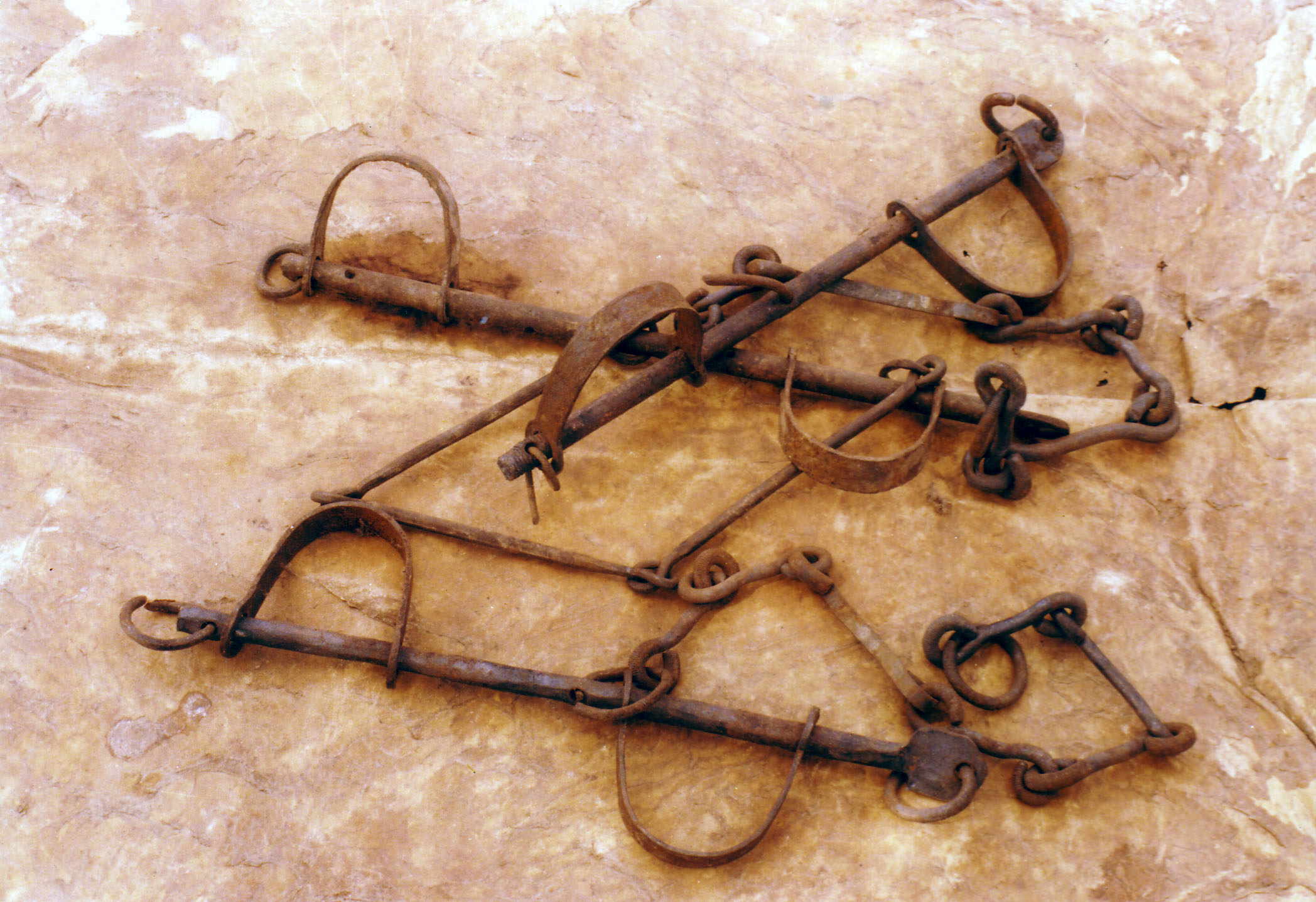
پابندهای بردگی در غنا

قاچاق انسان در غنا (انگلیسی: Human trafficking in Ghana) مربوط به کشوری است که مبدأ، ترانزیت و مقصد قاچاق کودکان و زنان، مخصوصاً به منظور بیگاری و وادار کردن زنان به فحشا می‌باشد. استثمار غیرقابل انکار مردم غنا، مخصوصاً کودکان خیلی بیش از سایر مهاجرین خارجی رایج است.

## قاچاق انسان در داخل کشور
جابجایی کودکان به صورت قاچاق در داخل کشور، از روستا به شهر ویا بالعکس یا از روستائی به روستای دیگر، مثلاً از کار کشاورزی در یک روستا به ماهیگیری در روستای دیگر، متداول است.

## اهداف قاچاق‌چیان
پسران و دختران غنائی که در چنگال قاچاقچیان گرفتارند، در معرض کارهای اجباری در داخل کشور می‌باشند، کارهایی از قبیل ماهیگیری، خدمتکاری خانگی، دستفروشی، گدائی، بارکشی و کارهای کشاورزی.
دختران غنائی و در مقیاس کمتری پسران، گرفتار تجارت و استثمار جنسی در داخل غنا هستند. در رسانه‌ها آمده بود که ۵۰ زن غنائی در سال برای کار در روسیه استخدام شده‌اند، و سرانجام در آنجا به اجبار به فحشا کشانده شده بودند. قربانیان قاچاق انسان متحمل سختی‌های فراوان می‌شوند، از قبیل کار طولانی مدت، عدم دریافت دستمزد، گروکشی در مقابل بدهی، مواجهه با خطرات و ریسک بدنی، و تجاوزات جنسی.

## موقعیت قاچاقچیان در غنا
قاچاقچیان داخل کشور غنا آزادانه فعالیت می‌کنند و حتی ممکن است اعضای یک انجمن شناخته شده باشند. والدین ناآگاه هم ممکن است ندانند که دارند با قاچاقچیان مجرم همکاری می‌کنند، آن‌ها کودکان خود را از روی اضطرار یا اختیار، به انجمنهای کاریاب می‌سپارند، که همان قاچاقچیان انسان می‌باشند.

## قربانیان قاچاق از سایر کشورها
زنان و دختران از چین، نیجریه، ساحل عاج و بورکینا فاسو بعد از رسیدن به غنا با اجبار به روسپیگری واداشته می‌شوند. شهروندان آفریقای غربی به بیگاری و کار اجباری در کارهای کشاورزی یا خدمات خانگی واداشته می‌شوند.

## واکنش دولت غنا
قوانین دولت غنا فاقد حداقل‌های استاندارد برای جلوگیری و ممانعت از قاچاق انسان می‌باشد، علی‌رغم امکانات محدود بنظر می‌آید تلاش‌های قابل توجهی در این باره در جریان است. دولت غنا اقداماتی را برای به‌اجرا درآوردن قانون افزایش داده‌است، اقدام به تعقیب و محکوم نمودن تعداد بیشتری از قاچاقچیان، از جمله محکومیت کار اجباری کودکان در صنعت ماهیگیری دریاچه ولتا. پلیس غنا با انترپل برای برگزاری آموزش منطقه‌ای جهت مقامات مجری قانون آفریقای آنگلوفیل همکاری داشته‌است، و در این راستا دولت غنا اقدام به برپائی ۴ یکان ضد قاچاقچی‌گری منطقه‌ای کرد تا در سطح منطقه‌ای مؤثرتر عمل کند. دفتر مبارزه با قاچاق انسان وزارت خارجه ایالات متحده آمریکا کشور غنا را در ردیف کشورهایی قرار داده‌است که رفتار آن به‌طور کامل با حداقل استانداردهای قابل توجه جهت مبارزه با قاچاق انسان مطابقت ندارد.

## هیئت مبارزه با قاچاق انسان در غنا
در ماه اوت سال ۲۰۰۹ رئیس‌جمهور اعضای جدیدی را برای هیئت مدیره مبارزه با قاچاق انسان منصوب کرد، این هیئت مدیره از سوی دولت قبلی بهنگام ترک دولت در ماه ژانویه سال ۲۰۰۹ منحل شده بود. با اینهمه دولت از خود تلاش بیشتری نشان نداد تا قربانیان قاچاق حمایت مکفی بدست آورند، نظیر ایجاد صندوق کمک مالی به قربانیان قاچاق انسان، یا با سازمان‌های بین‌المللی برای تأمین مراقبت از قربانیان قاچاق انسان همکاری بیشتری نکرد.